# Зенон Зет 3
Зенон Зет 3 (на английски: Zenon: Z3) е американски игрален филм, приключенска научна-фантастика – третата и последна част от поредицата филми за момичето Зенон на „Дисни канала“. Излиза по кината през юни 2004 г. и събира над 1 милион зрители.

## Сюжет
Действието се развива през 2054 г. Зенон Кар е вече на 17 години, натрупала е много победи зад гърба си, а сега се опитва да спечели тийн състезанието до Луната, организирано като част от младежкия фестивал Лунсток. Младата галактическа пътешественичка се заплита в доста сложни за възрастта си отношения. От една страна тя се стреми да победи считания за фаворит Бронли Хейл. От друга – започва да се вслушва в посланията на активиста за запазване на Луната Сейдж Борийлис, който иска да спаси Луната от бъдеща колонизация. Освен това се стреми да поддържа добри отношения с приятелките си Марджи и Каси, които са и нейни съпернички по време на състезанието. Трябва да наглежда доведената дъщеря на леля си Джуди и командир Планк, която трудно може да бъде удържана настрана от приключенията и забавленията на по-големите. На Зенон ѝ се налага да подкрепя и окуражава своя доскорошен музикален идол и добър приятел Прото Зое. А като капак на всичко е избрана именно тя да се оправя с ядосаната богиня на Луната – Селена. И всички тези проблеми тийнейджърката Зенон трябва да ги реши само за два дена – докато трае Лунният фестивал. Накрая всички се завръщат благополучно на
Земята, колонизирането на Луната е прекратено – поне за известно време, Селена се отказва да прави гравитационни и климатични номера на земните жители, приятелките на Зенон отново си разговарят с нея, а тя самата задълбочава приятелството си с активиста Сейдж.

## Актьорски състав
| Филмов герой   | Роля                                              | Изпълнител     |
| -------------- | ------------------------------------------------- | -------------- |
| Зенон Кар      | участничка в състезанието и фаворитка за победата | Кърстин Стормс |
| Марджи Хамънд  | участничка в състезанието и приятелка на Зенон    | Лорън Молтби   |
| Каси           | участничка в състезанието и приятелка на Зенон    | Фуми Мтембу    |
| Небула Уейд    | приятелка на Зенон                                | Рейвън-Симоун  |
| Бронли Хейл    | участник в състезанието и фаворит за победата     | Грег Макмилън  |
| Сейдж Борийлис | активист за запазване на Луната                   | Бен Ийстър     |
| Даша           | доведена братовчедка на Зенон                     | Алисън Морган  |
| Пат Нъмбър     | организатор на фестивала до Луната                | Деймън Бери    |
| Прото Зое      | певец, доскорошен тийн идол                       | Натан Андерсън |
| Едуард Планк   | космически командир                               | Стюарт Панкин  |
| Джуди Клинг    | леля на Зенон                                     | Холи Фулджър   |
| младата Селена | богиня на Луната                                  | Джоана Евънс   |